# Statek pijany
Statek pijany (fr. Le Bateau ivre) – poemat francuskiego poety Arthura Rimbauda, napisany przez niego w wieku szesnastu-siedemnastu lat w 1871. Utwór jest napisany aleksandrynem, ujętym w strofy czterowersowe. Składa się z 25 zwrotek i liczy dokładnie sto wersów.

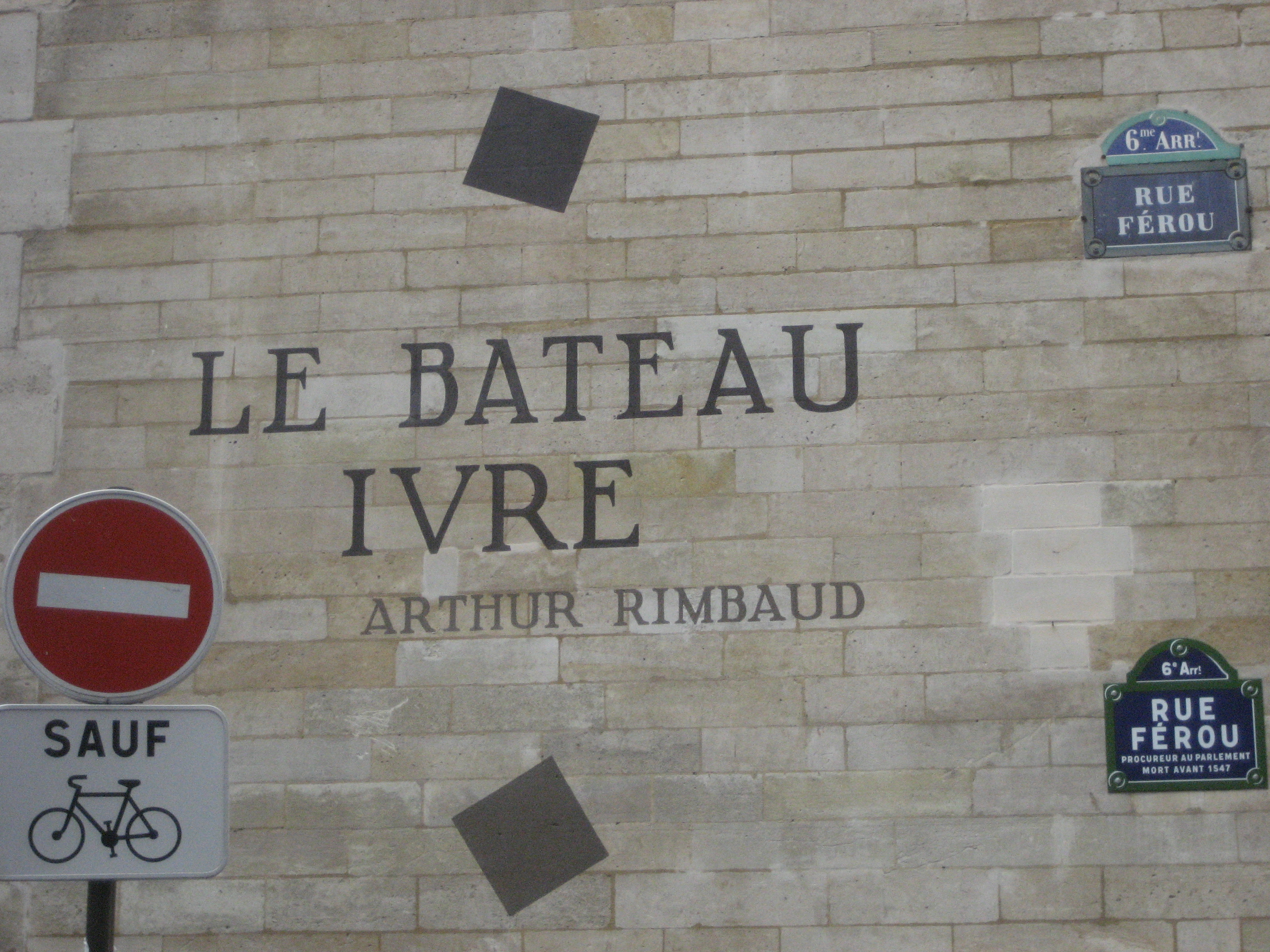
Statek pijany

Comme je descendais des Fleuves impassibles,
Je ne me sentis plus guidé par les haleurs;
Des Peaux-Rouges criards les avaient pris pour cibles,
Les ayant cloués nus aux poteaux de couleurs.
Na język polski omawiany wiersz przełożył między innymi Zenon Przesmycki (Miriam)
Prądem Rzek obojętnych niesion w ujścia stronę,
Czułem, że już nie wiedzie mnie dłoń holowników;
Dla strzał swych za cel wzięły ich Skóry - Czerwone
I nagich do pstrych słupów przybiły wśród krzyków.